# Песчанка (Иловлинский район)
Песчанка — хутор в Иловлинском районе Волгоградской области России. Входит в состав Иловлинского городского поселения.

## История
В «Списке населённых мест Земли Войска Донского», изданном в 1864 году, населённый пункт упомянут как хутор Песчанский (Песочный) в составе юрта станицы Иловлинской Второго Донского округа, при речке Иловле, расположенный в 163 верстах от окружной станицы Нижне-Чирской. В Песчанском имелось 43 двора и проживало 270 жителей (122 мужчины и 148 женщин).
Согласно Списку населённых мест Области Войска Донского по переписи 1873 года на хуторе насчитывалось 85 дворов и проживало 287 душ мужского и 328 женского пола.
В 1928 году хутора Верхне-Песчанский и Нижне-Песчанский были включены в состав Иловлинского района Сталинградского округа Нижне-Волжского края (с 1934 года — Сталинградского края, с 1936 года — Сталинградской области). Оба населённых пункта входили в состав Песчанского сельсовета (административный центр — хутор Нижне-Песчанский). В 1963 году Иловлинский район был упразднён, а Песчанский сельсовет был передан в состав Фроловского района. В 1964 году, в соответствии с решением исполнительного комитета Волгоградского областного Совета депутатов трудящихся от 30 октября 1964 года № 30/493, хутор Нижне-Песчанский был ликвидирован, а его жители переселены в хутор Верхне-Песчанский, который начинает именоваться как хутор Песчанка. В 1965 году Песчанка вошла в состав вновь образованного Иловлинского района.
9 апреля 1973 года Песчанский сельсовет был упразднён, а хутор передан в подчинение Иловлинского поссовета.

## География
Хутор находится в центральной части Волгоградской области, в степной зоне, в пределах Приволжской возвышенности, на левом берегу реки Иловля, на расстоянии примерно 2 километров (по прямой) к северу от посёлка городского типа Иловля, административного центра района. Абсолютная высота — 44 метра над уровнем моря.
Часовой пояс
Хутор Песчанка, как и вся Волгоградская область, находится в часовой зоне МСК (московское время). Смещение применяемого времени относительно UTC составляет +3:00.

## Население
| 2010 |
| ---- |
| 542  |

Гендерный состав
По данным Всероссийской переписи населения 2010 года в гендерной структуре населения мужчины составляли 47,6 %, женщины — соответственно 52,4 %.
Национальный состав
Согласно результатам переписи 2002 года, в национальной структуре населения русские составляли 85 % из 473 чел.

## Улицы
Уличная сеть хутора состоит из девяти улиц и одного переулка.